# Rampah (Kutambaru)
Rampah is een bestuurslaag in het regentschap Langkat van de provincie Noord-Sumatra, Indonesië. Rampah telt 990 inwoners (volkstelling 2010).